# Liolaemus robertoi
Liolaemus robertoi är en ödleart som beskrevs av  Pincheira-donoso och NÚÑEZ 2004. Liolaemus robertoi ingår i släktet Liolaemus och familjen Tropiduridae. Inga underarter finns listade i Catalogue of Life.